# Котрікадзе Сергій Парменович
Сергі́й Парме́нович Котріка́дзе (груз. სერგო კოტრიკაძე, рос. Сергей Парменович Котрикадзе, нар. 9 серпня 1936, Чохатаурі — пом. 3 травня 2011, Стокгольм) — радянський футболіст, що грав на позиції воротаря. По завершенні ігрової кар'єри — футбольний тренер. Заслужений майстер спорту СРСР (1969).
Виступав, зокрема, за клуб «Динамо» (Тбілісі), а також національну збірну СРСР.

## Клубна кар'єра
У дорослому футболі дебютував 1955 року виступами за команду клубу «Динамо» (Тбілісі), в якій провів чотирнадцять сезонів, взявши участь у 239 матчах чемпіонату.
Протягом 1968—1969 років захищав кольори команди клубу «Торпедо» (Кутаїсі).
Завершив професійну ігрову кар'єру у клубі «Динамо» (Тбілісі), у складі якого провів дві гри в 1970 році.

## Виступи за збірну
22 липня 1963 року дебютував у складі олімпійської збірної СРСР. У Москві господарі перемогли збірну Фінляндії з рахунком 7:0. Це був матч відбіркового циклу до Олімпіади в Токіо. Свій другий і останній поєдинок за радянських олімпійців Сергій Котрікадзе провів у 1 серпня того ж року. В матчі-відповіді знову переконлива перемога над фінськими футболістами (4:0).
У складі національної збірної СРСР був учасником чемпіонату світу 1962 року в Чилі, де був дублером безумовного основного голкіпера радянської збірної Льва Яшина.

## Кар'єра тренера
На початку 1970-х був тренером воротарів тбіліського «Динамо».
Як головний тренер працював з грузинським клубом «ВІТ Джорджія» протягом 1997—2001 років.
Помер 3 травня 2011 року на 75-му році життя у Стокгольмі.

## Титули і досягнення
- Чемпіон СРСР (1):

«Динамо» (Тбілісі): 1964